# Peinkammertor (Danzig)

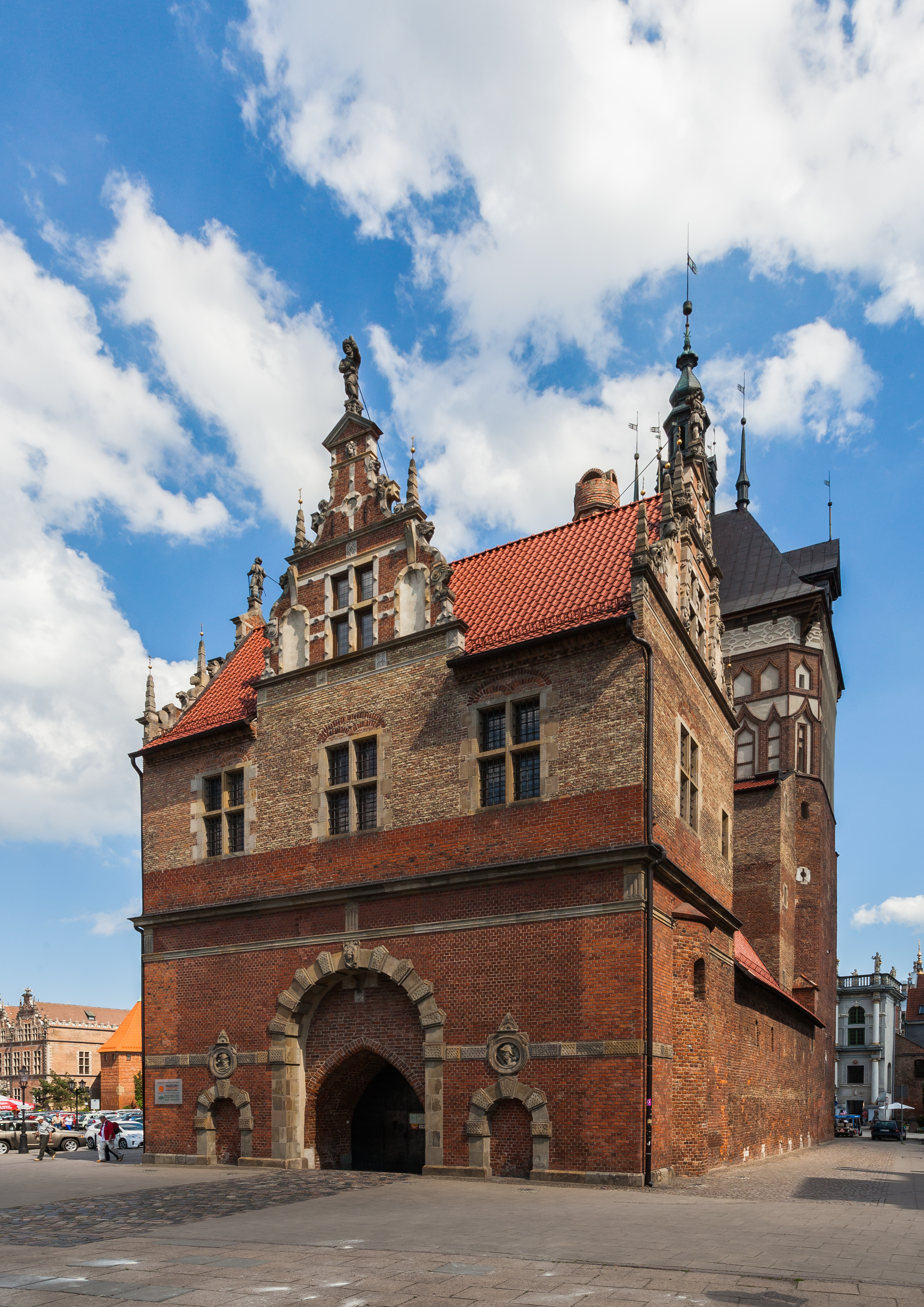
Das Peinkammertor mit dem dahinterliegenden Stockturm

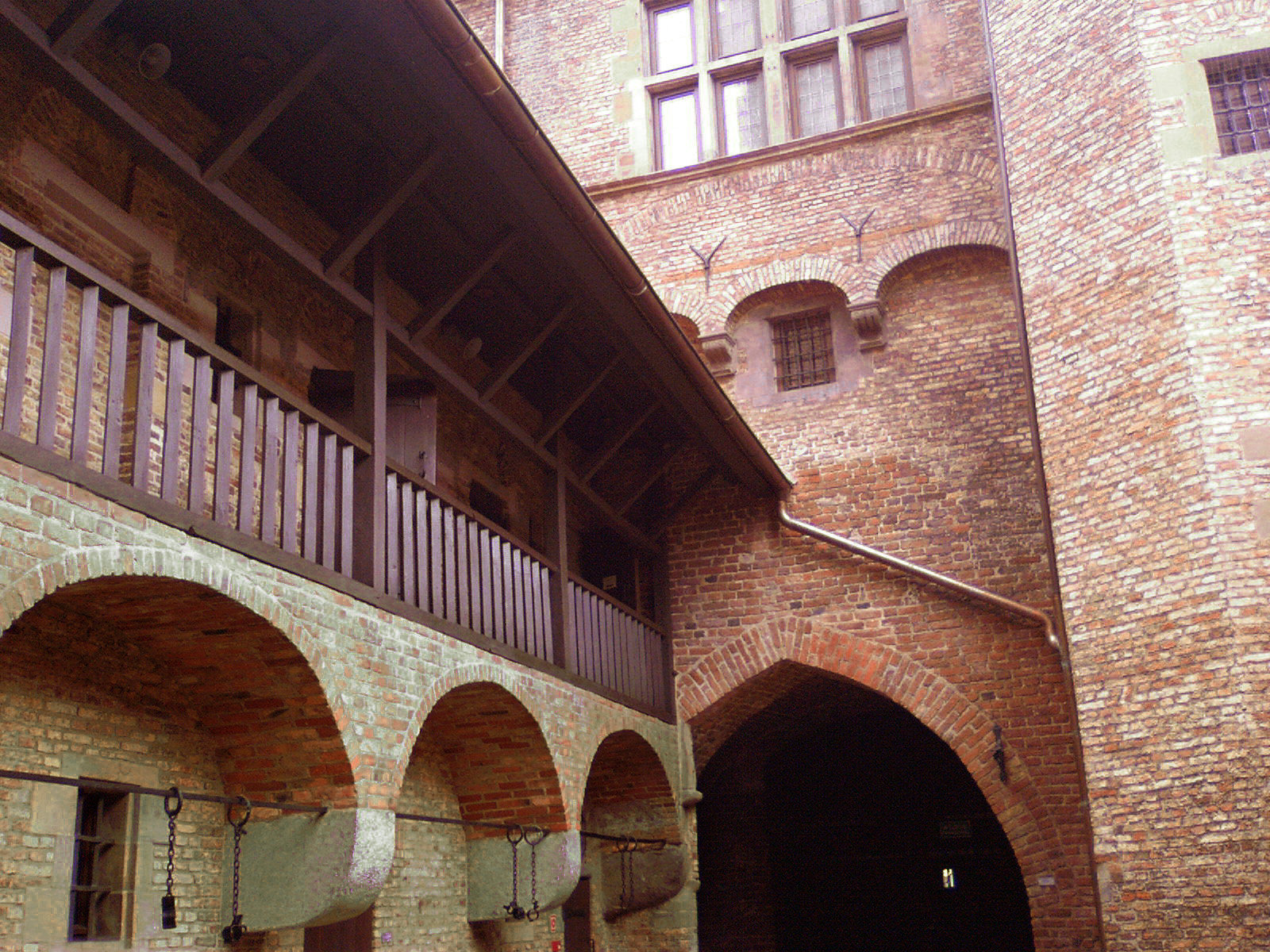
Der Innenhof

Das Peinkammertor (poln. Katownia) entstand in der zweiten Hälfte des vierzehnten Jahrhunderts am Kohlenmarkt als Teil der Befestigungsanlagen der Danziger Rechtstadt. Mit dem Stockturm bildete es ein Verteidigungswerk der Langgasse.

## Geschichte
Das Peinkammertor wurde 1593–1604 von Anton van Obberghen umgebaut. Die Ausschmückung ist ein Werk von Willem van der Meer. 1508–1509 wurde das Tor von Michael Enkinger zur heutigen Höhe aufgestockt.
Nach der Errichtung modernerer Befestigungen wurde das Peinkammertor zur Peinkammer, einem Gerichtssaal und Gefängnis, umfunktioniert. An der Ostseite befand sich ein Pranger und auch die Stätte vieler Hinrichtungen.
Das Tor wurde nach dem Krieg wiederaufgebaut. Auf den Backsteinwänden sind die einzelnen Phasen der Entstehungsgeschichte erkennbar exponiert.
Das Gebäude beherbergt das Bernsteinmuseum als Zweigstelle des Städtischen Historischen Museums der Stadt Danzig.